# Zoološki vrt Pionirska dolina
Zoološki vrt Pionirska dolina, zoološki vrt u izgradnji u Sarajevu. Prostire se na 8,5 hektara.
Počeo je djelovati sedamdesetih godina 20. stoljeća. Imao je brojne životinjske vrste, no u bosanskom ratu je sravnjen sa zemljom. U prvom desetljeću 21. stoljeća ZOO se počinje obnavljati, te danas ima majmunarnik, pitona i mrkog medvjeda. ZOO je uspostavio suradnju s beogradskim, te od njega očekuje donacije. Isto tako, donirao je banjalučkom nekoliko životinja. Ravnatelj je Esad Tajić.
Trenutno (stanje 2021.) zoološki vrt posjeduje 59 životinjskih vrsta iz različitih dijelova svijeta. U veljači 2013. sofijski zoološki vrt darovao je sarajevskom dva lava, no već u ožujku uginuli su od infekcije. Godine 2014. nabavljeni su lav iz sofijskog i lavica iz osječkog zoološkog vrta.
Početkom 2015. radi velikih troškova hranjenja životinja i održavanja nastambi te radi oslobađanja prostora za druge čelništvo zoološkog vrta odlučilo je dati na prodaju određene životinje, što nije uobičajeno. Na prodaji su se našla tri labuda, četiri ljame, dva poni konja, škotsko govedo i 14 jelena lopatara.

## Vanjske poveznice
- Službena stranica  Arhivirana inačica izvorne stranice od 2. travnja 2014. (Wayback Machine)